# イオラニ・スクール

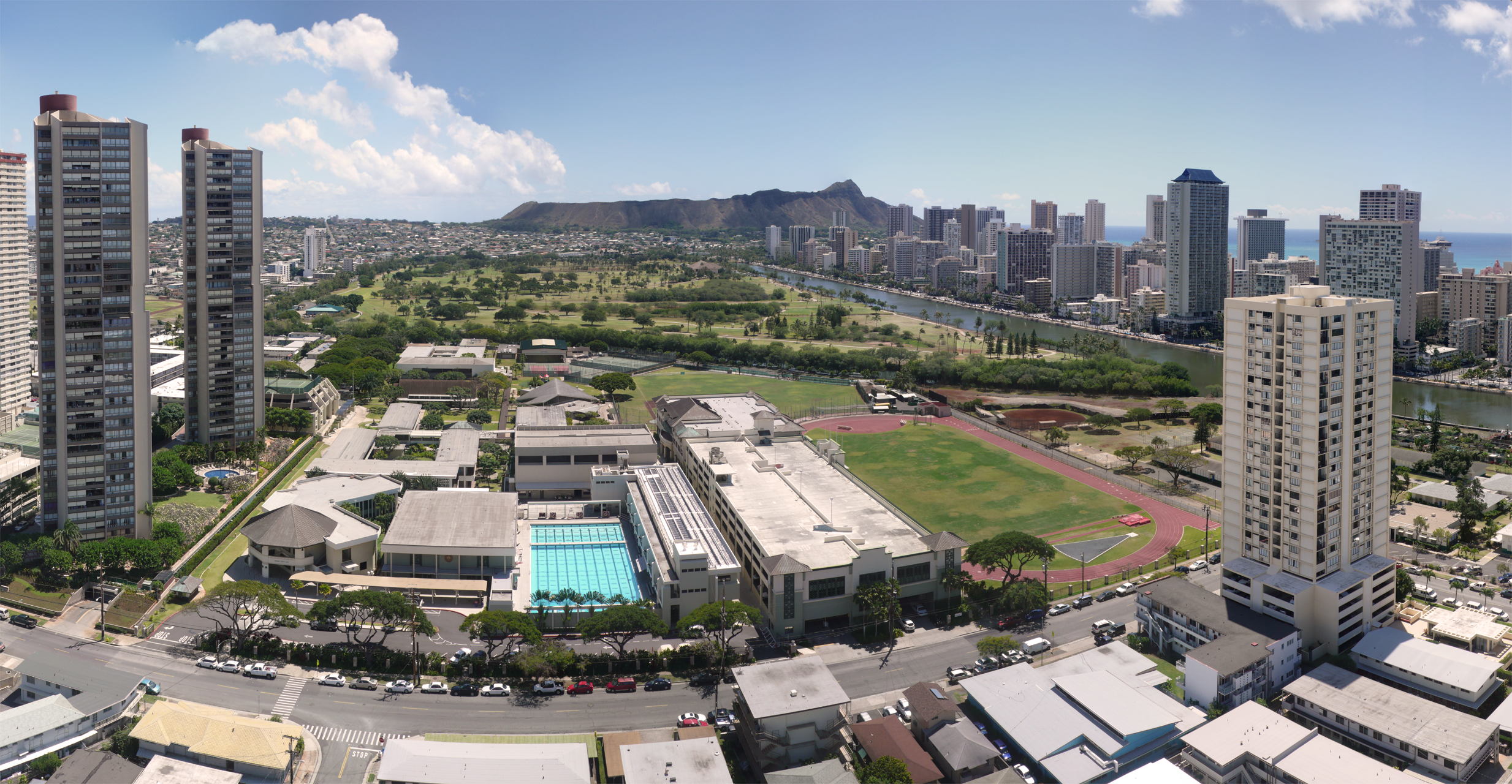
イオラニ・スクールのキャンパスは、アラワイ運河の向こう隣りがワイキキで、遠くにダイアモンドヘッドも見える場所にある。

イオラニ・スクール（英語: Iolani School）は、アメリカ合衆国ハワイ州ホノルルにある私立、男女共学の学校である。

## 概要
イオラニ・スクールはハワイ州ホノルルのワイキキに近い所にある私立学校で、男女共学の大学準備校である。9年生から12年生までの寮制プログラム、中学1年生向けの夏の寮制プログラムも備えていて、2,020人以上の生徒数を持つ。[2] 
この学校は、1863年にウィリアム・スコット神父（Fr. William R. Scott）によって設立されて、ハワイの元イングランド教会の学校であった。カメハメハ4世とエマ王妃が手厚く庇護し、1870年にこの学校にその名前を付けた。「イオラニ」はハワイ語で「天の鷹」を意味する。今日、イオラニ・スクールは米国聖公会と関係していて、学校理事会によって運営されており、米国で最大の私立学校の1つである。
同じくホノルルのマノアバレーにあるプナホウ・スクール（会衆派教会が1841年に設立）と、肩を並べる歴史ある私立学校である。。

## 著名な出身者
- クヒオ王子
- 孫文
- アンジェラ・アキ

## 参照項目
- プナホウ・スクール
- ホノルルの教育
- ハワイ州の教育